# های ویو (ویرجینیای غربی)
های ویو (به انگلیسی: High View) یک منطقهٔ مسکونی در ایالات متحده آمریکا است که در ویرجینیای غربی واقع شده‌است. های ویو ۳۸۷ متر بالاتر از سطح دریا واقع شده‌است.